# Беча
Беча (фр. Betchat) насеље је и општина у јужној Француској у региону Миди Пирене, у департману Арјеж која припада префектури Сен Жирон.
По подацима из 2011. године у општини је живело 349 становника, а густина насељености је износила 15,86 становника/km². Општина се простире на површини од 22 km². Налази се на средњој надморској висини од 431 метар (максималној 491 m, а минималној 296 m).

## Демографија
| 1962. | 1968. | 1975. | 1982. | 1990. | 1999. | 2011. |
| ----- | ----- | ----- | ----- | ----- | ----- | ----- |
| 388   | 418   | 386   | 307   | 314   | 293   | 349   |

График промене броја становника у току последњих година